# Kino Domowe DVD
Kino Domowe DVD – Jest to miesięcznik przedstawiający testy dostępnych w Polsce urządzeń kina domowego oraz innego sprzętu RTV. Do każdego egzemplarza pisma dołączona jest płyta DVD z Filmami. Pismo to jest następcą serii PC World Special DVD a jego dystrybucją zajmuje się IDG Poland SA.